# Cassiopea
Cassiopea, comúnmente llamadas "medusas invertidas", es un género de medusas, pertenecientes a la familia Cassiopeidae, al orden Rhizostomeae y a la clase Scyphozoa. Pueden encontrarse en áreas costeras cálidas de todo el planeta, incluyendo zonas de manglares.

## Morfología
Las medusas de este género poseen una umbrela lisa y redonda que cubre una serie de tentáculos. Su tamaño puede alcanzar los 24 centímetros. Su número de tentáculos, brazos orales, canales sensoriales y ropalios varía según la especie.

## Biología
En los tejidos de Cassiopea sp. se pueden encontrar endosimbiontes fotosintéticos del género Symbiodinium. Su anatomía está modificada en parte para acoger el mayor número posible de estas zooxantelas, que se alojan en sus brazos orales, que tienen una amplia superficie. A veces también utilizan los brazos orales para capturar pequeñas presas, como pueden ser larvas de moluscos o de crustáceos. Con el objetivo de permitir que sus endosimbiontes reciban una cantidad suficiente de luz para realizar la fotosíntesis, los individuos de Cassiopea suelen colocarse sobre el fondo marino en posición invertida, con los tentáculos dirigidos hacia la superficie. Sin embargo, cuando se desplazan, lo hacen con la umbrela en la posición superior. 
Algunas especies de Cassiopea pueden entrar en periodos de sueño, en los cuales la frecuencia de sus pulsaciones se reduce.

## Lista de especies
Según el World Register of Marine Species, existen 8 especies:
- Cassiopea andromeda (Forsskål, 1775) — Indo-pacífico, introducida en el Mediterráneo
- Cassiopea depressa Haeckel, 1880 — Océano Índico occidental
- Cassiopea frondosa (Pallas, 1774) — Mar Caribe
- Cassiopea medusa Light, 1914 — Océano Pacífico
- Cassiopea mertensi Brandt, 1838 — Océano Pacífico austral
- Cassiopea ndrosia Agassiz & Mayer, 1899 — Océano Pacífico austral
- Cassiopea ornata Haeckel, 1880 — Indo-Pacífico central
- Cassiopea picta Vanhöffen, 1888 (nomen dubium)
- Cassiopea xamachana Bigelow, 1892 — Mar Caribe